# Ура-Вайгуроре
Ура-Вайгуроре (алб. Ura Vajgurore) — місто в Албанії, раніше відомий як Ура-е-Хасан-Бейт. Населення — 7 232 (2011 рік). Під час реформи місцевого самоврядування 2015 року його було об’єднано з колишніми муніципалітетами (нині муніципальними одиницями) Чукалат, Куталлі та Пошня, щоб утворити новий муніципалітет, який офіційно перейменовано на Дімал у квітні 2021 року. Центром мунуніципалітету Дімал є місто Ура-Вайгуроре, яке не було перейменовано у 2021 році.

## Історія
Руїни в стилі старого мосту Горіца в Бераті свідчать про існування ранніх жителів і того поселення, що пізніше стане містом сьогодні. Сучасне місто бере свій початок від нещодавніх переселень жителів із сусідніх сіл за останні 100 років. Будівництво мостів стало ознакою безперервності в історії міста. Відомий під різними назвами, як-от міст Хасан-бея, сучасна назва походить від цементно-залізного мосту, який, як вважають, збудували італійці як інфраструктуру для нафтопроводів, які з’єднували Кучова з Вльорою. Місцеві жителі називають його «Старим мостом». Сьогодні це невелике містечко, відоме як перехрестя між Бератом і Кучова.